# Larret
Larret é uma comuna francesa na região administrativa de Borgonha-Franco-Condado, no departamento de Alto Sona. Estende-se por uma área de 5,58 km². Em 2010 a comuna tinha 60 habitantes (densidade: 10,8 hab./km²).